# Mésangueville
Mésangueville település Franciaországban, Seine-Maritime megyében. Lakosainak száma 155 fő (2022. január 1.). Mésangueville Argueil, La Ferté-Saint-Samson, Fry, Hodeng-Hodenger, Saumont-la-Poterie és Forges-les-Eaux községekkel határos.

## Népesség
A település népességének változása:
| Lakosok száma | 179  | 170  | 166  | 164  | 162  | 161  | 159  | 157  | 155  |
|               | 2013 | 2015 | 2016 | 2017 | 2018 | 2019 | 2020 | 2021 | 2022 |